# Rudolf Pfnor
Rudolf Pfnor später romanisiert Rodolphe Pfnor (* 1824 in Darmstadt; † 1909 in Paris) war ein deutsch-französischer Künstler, der sich hauptsächlich auf den Bereich des Kupfer- und Stahlstichs spezialisiert hat.

## Leben
Pfnor wurde 1824 als Sohn des Erfinders und Holzschneiders Johann Wilhelm Gottlieb Pfnor (19. Dezember 1792 – 9. Juni 1869) in Darmstadt geboren; 1846 zog er nach Paris.
Dort wurde er zu einem Wegbereiter der arts industriels, also der Idee des Kunstgewerbes. Pfnor tat sich auf diesem Gebiet auch als Publizist hervor. In diesem Zusammenhang arbeitete er mit großen Intellektuellen seiner Zeit wie z. B. dem späteren Nobelpreisträger für Literatur Anatole France zusammen. Bekannt wurde er durch seine graphischen Dokumentationen berühmter Schlösser wie die von Anet, Fountainebleau und Heidelberg.

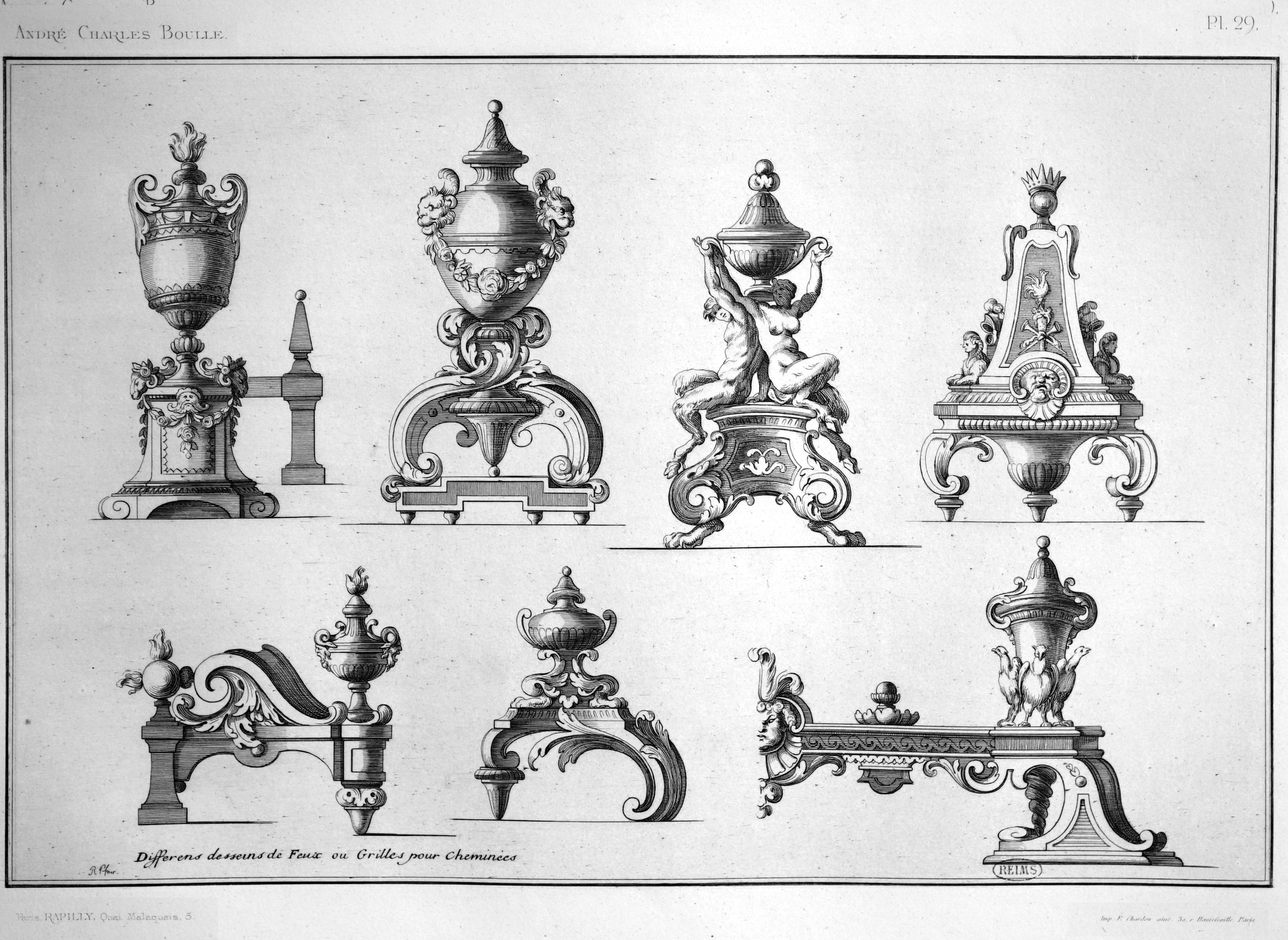
Aus: Recueil d'estampes relatives a l'ornementation des appartements aux xvi, xvii et xviii siecles.

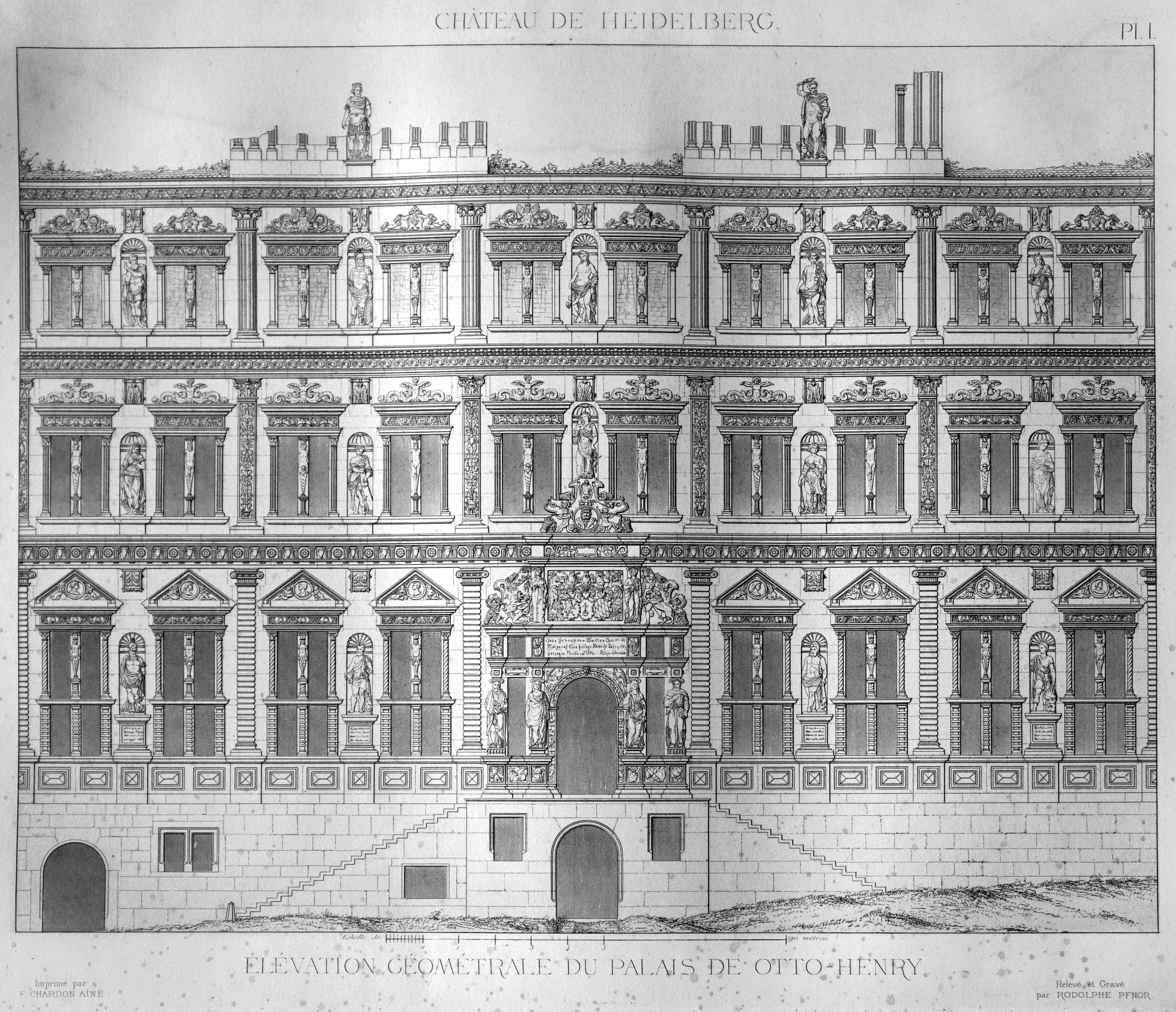
Aus der Monographie über das Heidelberger Schloss.

Pfnors graphisches Werk wird auf dem Kunstmarkt rege gehandelt und erzielt u. a. bei Christie’s vierstellige US-Dollar-Beträge. Zeichnerische Unikate Pfnors sind auf dem freien Kunstmarkt hingegen überaus rar.

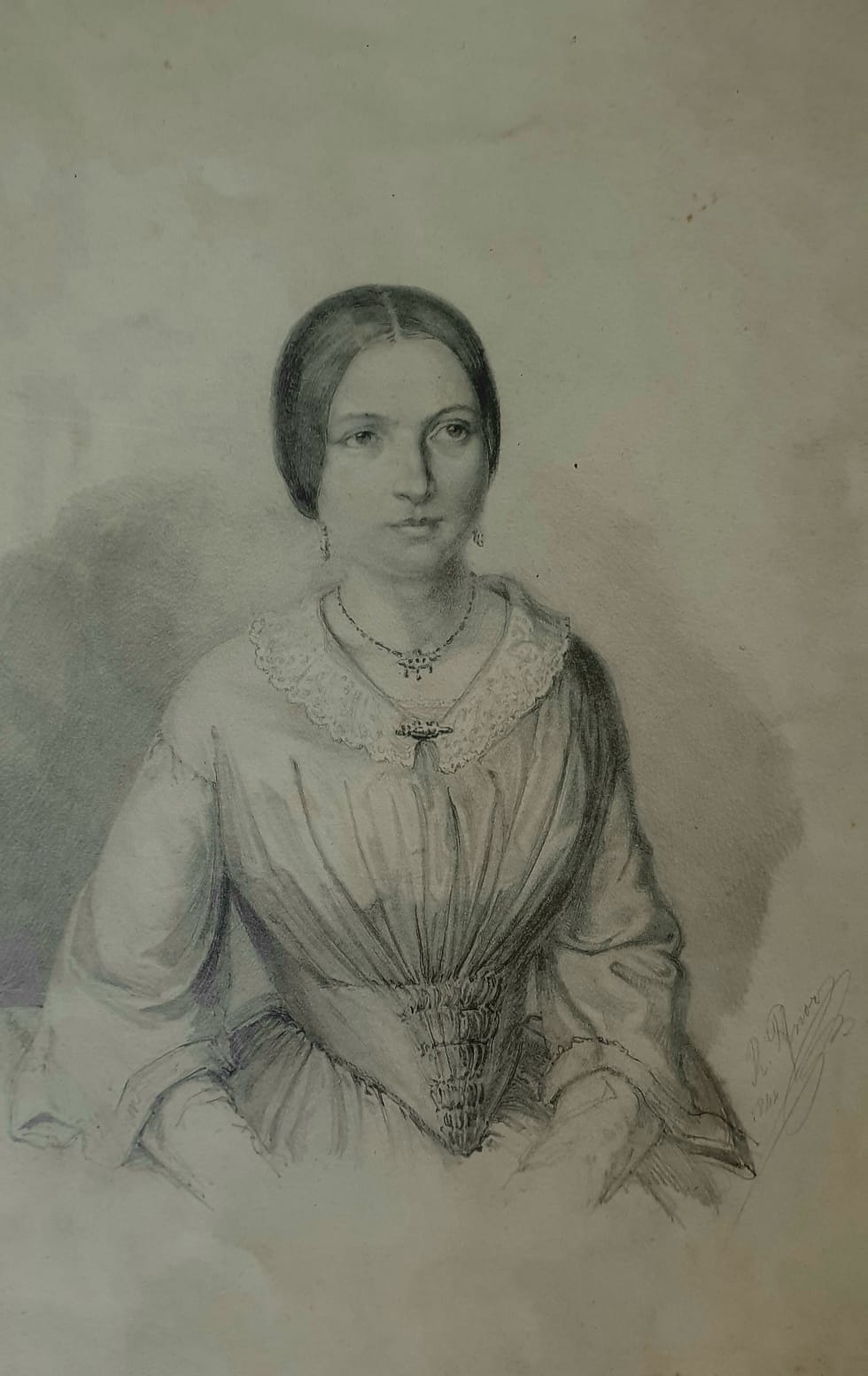
Dieses seltene Unikat, ein Porträt einer jungen Frau in Festtagskleidung, ist eine zeichnerische Arbeit des jungen Pfnor aus dem Jahre 1844, also wohl noch in Hessen entstanden (Privatsammlung Deutschland).

## Bibliographie (Auswahl)
- Monographie du chateau de Heidelberg. A. Morel, Paris 1859.
- Recueil d’estampes relatives a l’ornementation des appartements aux xvi, xvii et xviii siecles. Rapilly, Paris 1863–1871.
- Monographie du chateau d’Anet construit par Philibert de L’Orme en MDXLVIII. Les principaux libraires, Paris 1867 (Digitalisat).
- Histoire et description du château d’Anet: depuis le dixième siècle jusqu’à nos jours: précédée d’une notice sur un sommaire chronologique sur tous les seigneurs qui ont habité le château et sur ses propriétaires et contenant une étude sur Diane de Poitiers. Impime par D. Jouaust [...] pour l’auteur, Paris 1875.
- (mit Anatole France:) Guide artistique & historique au Palais de Fontainebleau. A. Daly, Paris 1889.